# Sandra Backlund
Sandra Backlund, född 28 maj 1975, är en svensk modedesigner och konsthantverkare. 
Backlund tog examen från Beckmans designhögskola 2004 och grundade sitt klädmärke samma år. I hennes examenskollektion skapade hon plagg av människohår, något som väckte stor uppmärksamhet och hamnade på bild bland annat i brittiska I-D Magazine. Hon är känd för sina handstickade plagg i avantgardistisk stil.
Backlund har nått framgångar både i Sverige och internationellt. Hon har bland annat stickat för Loius Vuittons höst- och vinterkollektion 2007. Samma år vann hon Hyères festival international de mode et de photographie, en internationell tävling för unga modeskapare, samt blev utvald att skapa en kollektion för The Protégé program. År 2011 tilldelades hon Bildkonstnärsfondens Stora Stipendium av Konstnärsnämnden.